# مارك ميلز
مارك ميلز (بالإنجليزية: Mark Mills)‏ هو كاتب سيناريو وكاتب بريطاني، ولد في 6 أغسطس 1963 في جنيف في سويسرا.

## وصلات خارجية
- مارك ميلز على موقع IMDb (الإنجليزية)
- مارك ميلز على موقع ألو سيني (الفرنسية)
- مارك ميلز على موقع أول موفي (الإنجليزية)
- مارك ميلز على موقع قاعدة بيانات الفيلم (الإنجليزية)
- مارك ميلز على موقع كينوبويسك (الروسية)